# Propinil

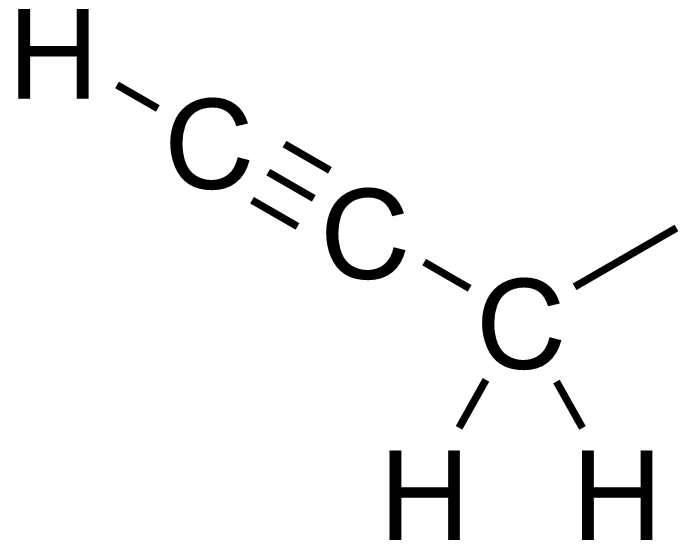
Estructura química del grupo 2-propinil (propargilo).

En química orgánica, el propinilo es un alquinilo con un doble enlace. El 2-propinilo es conocido con la estructura HC≡C−CH2 y 1-propinilo tiene la estructura CH3-C≡C-. Ambos son del grupo alquinilo junto al etinilo
No tiene color pero sí tiene olor y es más denso que el aire

## Usos
Es casi que obsoleto, así que no tiene usos